# Cochranella duidaeana
Cochranella duidaeana là một loài ếch thuộc họ Centrolenidae. Tên gọi bản địa của nó là ranita de cristal del Duida ("ếch kính Duida").
Đây là loài đặc hữu của Venezuela.
Môi trường sống tự nhiên của chúng là rừng mây ẩm nhiệt đới và cận nhiệt đới và sông ngòi. Tình trạng bảo tồn của nó chưa rõ.